# Fidena callipyga
Fidena callipyga är en tvåvingeart som beskrevs av Castro 1945. Fidena callipyga ingår i släktet Fidena och familjen bromsar. Inga underarter finns listade i Catalogue of Life.